# Brendstrupgårdsvej
Brendstrupgårdsvej er en byvej i det nordlige Aarhus beliggende mellem Randersvej og Palle Juul-Jensens Boulevard ved Aarhus Universitetshospital i Skejby. Bybus 6A kører på Brendstrupgårdsvej og har stoppested ved sidegaden Hedeager. Der ligger flere uddannelsesinstitutioner i nærheden af byvejen, bl.a. Campus Aarhus N og SOSU Østjylland for studerende på social- og sundhedsuddannelserne i det østjyske. Gaden har postnummeret 8200 og ligger i Aarhus N.
Aarhus Letbane krydser Brendstrupgårdsvej i t-krydset ved Olof Palmes Allé og grundet begrænset sigtbarhed, har der siden banens åbning i december 2017, været adskillige uheld med både letbanetog og vejtrafikanter involveret.